# チック・コリア&ゲイリー・バートン・イン・コンサート
『チック・コリア&ゲイリー・バートン・イン・コンサート』（原題：In Concert, Zürich, October 28, 1979）は、チック・コリアとゲイリー・バートンが連名で1979年に録音し、1980年にECMレコードから発表したライブ・アルバム。オリジナルLPは2枚組だが、再発CDは2曲を削った上で1枚にまとめられた。

## 背景
コリアとバートンは本作以前にも、『クリスタル・サイレンス』（1973年）、『デュエット』（1979年）といったデュオ・アルバムを発表している。コリアのオリジナル曲のうち「バド・パウエル」、「トウィーク」、「ミラー、ミラー」は、本作が初出となった。オリジナルLPのサイド3に収録されていたバートンのソロ・パート「アイム・ユアー・パル/ハロー、ボリナス」とコリアのソロ・パート「ラヴ・キャッスル」は、本作の再発CDでは外されたが、2009年発売のCDボックス・セット『Crystal Silence: The ECM Recordings 1972-79』のディスク3とディスク4には、オリジナルLPに準じた全編が収録された。

## 反響・評価
アメリカでは1981年、『ビルボード』のジャズ・アルバム・チャートで23位を記録した。第24回グラミー賞では最優秀ジャズ・インストゥルメンタル・パフォーマンス賞を受賞した。
スコット・ヤナウはオールミュージックにおいて5点満点中4点を付け「音楽的には内省的であることが多いとはいえ、刺激的な瞬間もある」と評している。

## 収録曲
特記なき楽曲はチック・コリア作。

### LP
サイド1
1. セニョール・マウス - "Señor Mouse" - 9:51
2. バド・パウエル - "Bud Powell" - 8:30

サイド2
1. クリスタル・サイレンス - "Crystal Silence" - 11:52
2. トウィーク - "Tweak" - 5:58

サイド3
1. アイム・ユアー・パル/ハロー、ボリナス - "I'm Your Pal/Hullo, Bolinas" (Steve Swallow) - 6:58
2. ラヴ・キャッスル - "Love Castle" - 14:35

サイド4
1. フォーリング・グレイス - "Falling Grace" (S. Swallow) - 5:04
2. ミラー、ミラー - "Mirror, Mirror" - 5:26
3. ソング・トゥー・ゲイル - "Song to Gayle" - 6:57
4. エンドレス・トラブル、エンドレス・プレジャー - "Endless Trouble, Endless Pleasure" (S. Swallow) - 4:48

### CD
1. セニョール・マウス - "Señor Mouse" - 10:17
2. バド・パウエル - "Bud Powell" - 8:51
3. クリスタル・サイレンス - "Crystal Silence" - 12:09
4. トウィーク - "Tweak" - 6:16
5. フォーリング・グレイス - "Falling Grace" (S. Swallow) - 5:22
6. ミラー、ミラー - "Mirror, Mirror" - 5:47
7. ソング・トゥ・ゲイル - "Song to Gayle" - 7:16
8. エンドレス・トラブル、エンドレス・プレジャー - "Endless Trouble, Endless Pleasure" (S. Swallow) - 5:19

## 参加ミュージシャン
- チック・コリア - ピアノ
- ゲイリー・バートン - ヴィブラフォン